# Imbokodvo National Movement
Die Imbokodvo National Movement (INM, deutsch etwa: „Nationale Bewegung des harten Steins“) war eine Partei in Swasiland, die von 1964 bis 1973 existierte und in dieser Zeit alle nationalen Wahlen gewann.

## Geschichte
Die INM wurde vom Swazi National Council gegründet, das als Beratungsgremium des Königs Sobhuza II. fungierte. Den Anstoß zur Gründung gab der Südafrikaner van Wyk de Vries, der Mitglied des geheimen Afrikaner Broederbond war. Vorsitzender war Prinz Makhosini Dlamini, der der Königsfamilie entstammte. 1963 hatte der panafrikanistische Ngwane National Liberatory Congress (NNLC) unter Ambrose Zwane eine Streikserie angeführt, die den Interessen des Königs, der anderen traditionellen Oberhäupter, der britischen Kolonialverwaltung und der südafrikanischen Investoren zuwiderlief. Am 1. Januar 1964 war eine neue Verfassung im Westminster-System eingeführt worden, die die Position Sobhuzas II. schwächte. Die INM gewann 1964, noch unter britischer Kolonialherrschaft, die erste Wahl in Swasiland und erhielt zusammen mit der verbündeten United Swaziland Association (USA), der ausschließlich weiße Siedler angehörten, alle 24 Sitze im House of Assembly. Dabei konnte die INM den Einfluss der traditionellen Oberhäupter nutzen, denen unter anderem die Landzuteilung oblag. Der NNLC erhielt wegen des Mehrheitswahlrechts keine Sitze. Bei der zweiten Wahl im Jahr 1967 gewann die INM alle Sitze, da die USA zugunsten der INM auf ihre Teilnahme verzichtet hatte. Dafür wurde mit der Unabhängigkeit 1968 mit R. P. Stevens ein weißer Finanzminister berufen. 1972 errang der NNLC erstmals drei der 24 Sitze, woraufhin der König 1973 per Dekret alle politischen Parteien des Landes verbot, das Parlament auflöste und die Verfassung außer Kraft setzte.

## Name
Imbokodvo (Siswati) ist die Bezeichnung für einen harten, kompakten Stein, mit dem weichere Steine zermahlen werden.